# Velîkîi Bukrîn, Mîronivka
Velîkîi Bukrîn (în ucraineană Великий Букрин) este un sat în comuna Malîi Bukrîn din raionul Mîronivka, regiunea Kiev, Ucraina.

## Demografie
Componența lingvistică a localității Velîkîi Bukrîn
     Ucraineană (96,08%)
     Rusă (1,96%)
     Belarusă (1,96%)
Conform recensământului din 2001, majoritatea populației localității Velîkîi Bukrîn era vorbitoare de ucraineană (96,08%), existând în minoritate și vorbitori de rusă (1,96%) și belarusă (1,96%).